# Перинатальная смертность
Перинатальная смертность — статистический показатель, отражающий все случаи смерти плода или новорождённого в период от 22-й недели беременности до 7 суток после рождения (ранний перинатальный период). Коэффициент перинатальной смертности рассчитывается на 1000 родившихся. Перинатальная смертность включает случаи мертворождения, а также ранней младенческой смертности, то есть до 7 полных суток от рождения.

## Критерии
В России до 2012 года перинатальная и младенческая смертность рассчитывалась по более мягким критериям. В статистику включались только дети, умершие до рождения, массой более 1000 грамм, и сроком гестации от 28 недель. Младенцы, родившиеся с более низкими показателями, регистрировались только после того, как они проживут 7 дней.
С 2012 года в России введены критерии, рекомендованные ВОЗ. Согласно этим критериям в статистике перинатальной смертности учитываются все плоды массой от 500 грамм или сроком от 22 полных недель гестации, а также новорождённые до 7 дней. После перехода на новые правила младенческая смертность в России выросла на 18 %.

## Классификация
Включает в себя три подраздела:
- Антенатальная смертность — в период от 22 недель до начала родов;
- Интранатальная — во время родов;
- Ранняя неонатальная — до 7 суток после родов.

Исчисляется отдельно для каждой больницы, города, региона, страны. Наряду с материнской смертностью является одним из ключевых показателей развития системы родовспоможения и медицины в целом.

## Причины
Самые частые причины, от которых может произойти смерть плода и новорождённого:
- Асфиксия;
- Врождённые аномалии;
- Дыхательные расстройства;
- Инфекционные заболевания;
- Осложнения беременности и родов.

## Факторы риска
Наиболее распространённые факторы риска:
- Возраст матери;
- Социальные условия;
- Вредные условия труда матери;
- Вредные привычки (курение, алкоголь);
- Сопутствующая экстрагенитальная патология;
- Количество предыдущих родов;
- Масса плода;
- Состояние плода при рождении;
- Непрофессиональный медицинский персонал;